# 肯塔基鎮區 (堪薩斯州傑佛遜縣)
肯塔基鎮區（英語：Kentucky Township）為美國堪薩斯州傑佛遜縣轄下的鎮區。2010年美国人口普查中此鎮區人口有1,746人。

## 地理
肯塔基鎮區涵蓋總面積為108.6平方（41.92平方英里），其中陸地面積為94.2平方（36.36平方英里），水域面積為14.4平方（5.56平方英里）或13.26%。海拔高度259（850英尺）。

## 人口統計
根據2010年美國人口普查，肯塔基鎮區人口有1,746人，其中男性有863人，女性有883人，人口密度為每平方公里16.09人，住房計705戶。鎮區內的白人有1,657人，非裔美國人有13人，美洲原住民有19人，亞裔美國人有7人，太平洋島裔美國人有0人，其他種族有4人，混血種族則有46人。此外鎮區內有28人為西班牙裔或拉丁裔美國人。此鎮區之年齡中位數為38.9歲，而男性年齡中位數為37.3歲，女性年齡中位數為41.4歲。

## 交通

### 主要公路
- 24號美國國道
- 237號堪薩斯州州道